# Benito Pérez Valdelomar

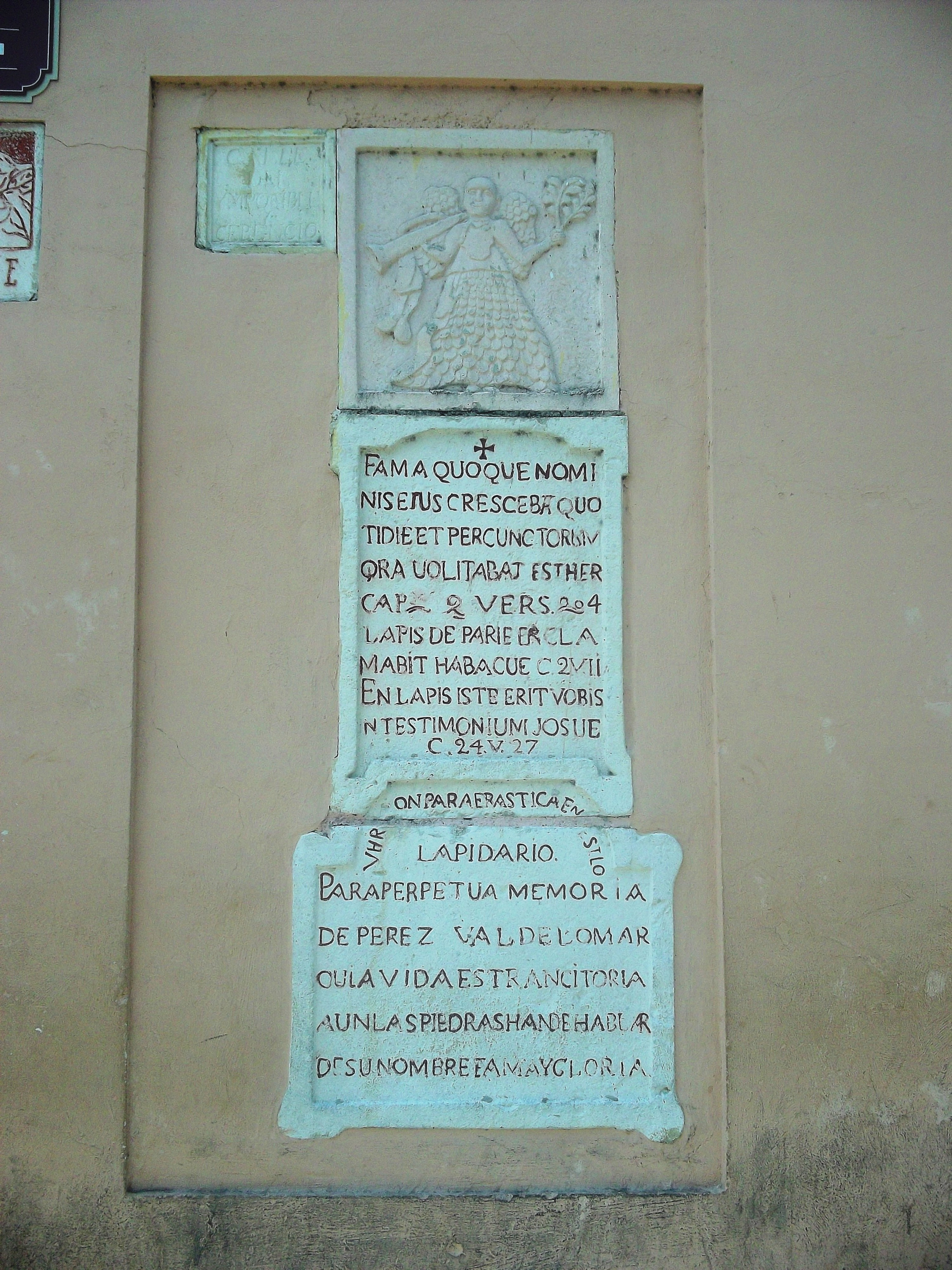
Placa que señala el sitio donde existió el cerro El Imposible el cual fue demolido por órdenes de Benito Pérez Valdelomar, gobernador de Yucatán.

Benito Pérez Valdelomar fue un militar español nacido en Barcelona en 1749 y fallecido en 1813 en Chagres, Panamá.  Fue capitán general e intendente de Yucatán durante diez años (1800-1810) y después nombrado virrey de Nueva Granada, cargo que ejerció de 1811 hasta su muerte.

## Vida militar
Ingresó al ejército real español a la edad de 13 años como cadete en el mismo regimiento en el que militó su padre. Prestó sus servicios en la campaña de Portugal de 1763. Estuvo después en la guarnición de Orán y más tarde, en 1775, en la expedición contra Argel. Por sus méritos en campaña fue destinado a América. En el norte de ese continente participó en las batallas de Mobila y Pensacola. También fue destacado a la guarnición de La Habana de donde pasó a Puebla, en México.
En los últimos años del siglo XVIII fue designado teniente del rey y con esa jerarquía militar defendió la plaza de San Juan en Puerto Rico. En 1799, ya en La Habana, Cuba, fue nombrado por el rey para gobernar Yucatán, sucediendo al entonces capitán general Arturo O'Neill. En 1800 viajó a la península para hacerse cargo de su nueva función el 19 de octubre. Ejercería la Capitanía General de Yucatán durante una década, hasta 1810, año en que dio inicio el proceso independentista de México. A pesar de su interés manifiesto por seguir en Yucatán, fue nombrado virrey de Nueva Granada a partir del 4 de agosto de 1810. Pudo viajar a Bogotá hasta el 26 de agosto de 1811. Dos años después moriría ejerciendo de forma precaria el cargo en Chagres, Panamá. La razón de esta precariedad según algunas fuentes fue la sublevación que ya se daba en esos años en la mayor parte de las provincias españolas de toda la América.

## Gobernante de Yucatán
A los pocos días de ser nombrado en octubre de 1800, se embarcó en La Habana con destino a Yucatán con su única hija, María Dolores. La goleta en la que viajaban fue interceptada por piratas ingleses al mando del corsario Moore quien respetó la vida de sus víctimas, dejando a los viajeros con todo y equipaje en la costa de Yucatán. Esa fue su bienvenida a la península.
Como consecuencia de la guerra entre España e Inglaterra, los primeros actos del gobierno de Pérez Valdelomar se centraron en reforzar las defensas del puerto de Campeche y decidió cerrar el puerto temporalmente. La medida causó gran insatisfacción a los comerciantes campechanos que solicitaron autorización de que al menos los barcos ya cargados pudieran zarpar del puerto. Autorizados para ello, a poca distancia fueron interceptados por fragatas inglesas que los saquearon. Poco después piratas de la misma nacionalidad entraron al puerto campechano para apoderarse de más embarcaciones y llevarlas a la Jamaica británica.
Se agravó el sentimiento de aversión hacia el capitán general por parte de los habitantes de Campeche, cuando este autorizó, a instancias de los comerciantes de Valladolid y de Mérida, el comercio exterior a partir del puerto de Sisal, al norte de la península, puerto que habilitó para ese propósito. Esto y otros incidentes menores, hicieron que los intereses campechanos promovieran una queja en contra de Pérez Valdelomar ante el virrey de Nueva España, acusándolo de favorecer los intereses franceses en la península. El capitán general e intendente se defendió de esas acusaciones haciendo proclamar con grandes fiestas en Mérida, el ascenso al trono de Fernando VII de Borbón en la primavera de 1808.
Otro acontecimiento que marcó su gestión en Yucatán fue el enjuiciamiento y ejecución, aparentemente improcedente, del joven danés Juan Gustavo Nordingh de Witt, quien viajaba por la península con todos sus documentos en regla y fue acusado de ser agente secreto del gobierno de Napoleón Bonaparte. Este hecho causó conmoción en la población y provocó que se incrementaran las críticas al gobernante.
Durante su gobierno se ampliaron y embellecieron las calles de Mérida. Es conocido la transformación y embellecimiento de la plaza de Santa Lucía en el centro histórico de la ciudad. Se abrieron también varios caminos carreteros en la península. Se recuperó Isla Mujeres, que había estado en poder de los filibusteros ingleses. Se hicieron mejoras y se permitió la subsistencia del Hospital de San Lázaro, la más importante de Yucatán en la época. Se hizo una gran campaña de vacunación contra la viruela en la región. Ninguna de sus acciones le valió para recuperar la simpatía de la población campechana.
En 1809 fue nombrado comandante general de las provincias internas de la Nueva España, pero maniobró a fin de rehuir el cargo y quedarse en Yucatán. Poco después, sin embargo, fue nombrado virrey de Nueva Granada y en 1811 hubo de despedirse de Yucatán.